# Casa del carrer Mestres Villà, 57
Casa del carrer Mestres Villà, 57 és una casa de Masnou (Maresme) inclosa a l'Inventari del Patrimoni Arquitectònic de Catalunya.

## Descripció
Casa entre mitgeres de planta rectangular alineada al pla del carrer que consta de planta baixa, pis i golfes amb la coberta practicable plana a mode de terrat en la meitat meridional de la seva superfície i inclinada de teules en la meitat septentrional.
El parament de la façana és un estucat en relleu imitant carreus posats a portell.
La façana es disposa de forma asimètrica: porta d'accés i finestra amb reixa a la planta baixa; una gran obertura amb balconera a la planta pis i dues petites obertures quadrades a les golfes. Té un coronament original en el que s'insereix un esgrafiat central amb les inicials del promotor de l'obra (S.P) i un afegit que delimita el terrat.